# Haywood County, North Carolina
Haywood County är ett administrativt område i delstaten North Carolina, USA, med 59 036 invånare. Den administrativa huvudorten (county seat) är Waynesville. 
Del av Great Smoky Mountains nationalpark ligger i countyt. 

## Geografi
Enligt United States Census Bureau så har countyt en total area på 1 437 km². 1 434 km² av den arean är land och 3 km² är vatten. 

### Angränsande countyn
- Cocke County, Tennessee - nord
- Madison County - nordost
- Buncombe County - öst
- Henderson County - sydost
- Transylvania County - syd
- Jackson County - sydväst
- Swain County - väster
- Sevier County, Tennessee - nordväst